# 曹睿 (足球运动员)
曹睿（1981年10月2日—），南京人，中国退役足球运动员，司职中场。2021年时，为江苏苏宁助理教练。
自幼踢球，在鼓楼一中心接受训练，并进入江苏省足球队。后成为苏江舜天至苏宁足球俱乐部的主力。退役后成为球队技术分析员。